# Stanisław Kochański
Stanisław Kochański pseud. Ryba, Jan, Flora, Czeladka (ur. 5 listopada 1876 w Dąbrowie Górniczej, zm. prawdopodobnie w 1937 w ZSRR) – działacz socjalistyczny i komunistyczny, uczestnik rewolucji lutowej i październikowej, funkcjonariusz Czeki.

## Życiorys
Skończył 4 klasy szkoły górniczej i od 1890 był górnikiem w zagłębiowskich kopalniach. Od 1896 członek PPS, a od maja 1904 SDKPiL. Organizował komórki SDKPiL w Zagłębiu, prowadził działalność propagandową i kolportował literaturę partyjną. W latach 1905–1907 organizował strajki i demonstracje uliczne. M.in. przewodził zwycięskiemu strajkowi o 8-godzinny dzień pracy w kopalni. Brał udział w dzielnicowej konferencji SDKPiL w Czeladzi w 1906 i rok później w okręgowej konferencji w Sosnowcu. W 1907 był delegatem na gubernialny zjazd wyborczy do Dumy. W latach 1908–1910 działał w Paryżu, po czym powrócił do Zagłębia. Po wybuchu I wojny światowej ewakuowany w głąb Rosji. W Carycynie brał udział w rewolucji lutowej, a następnie październikowej. Współorganizował i został jednym z przywódców fabrycznych oddziałów Czerwonej Gwardii (V-X 1917). W 1917 zorganizował Polską Radę Wygnańczą i carycyńską grupę SDKPiL (był jej pierwszym przewodniczącym). W tym samym czasie był również aktywistą i zastępcą sekretarza Komitetu Dzielnicowego (KD) Socjaldemokratycznej Partii Robotników Rosji (bolszewików) (SDPRR (b)) w tym mieście. W listopadzie 1917 skierowany do Saratowa na stanowisko sekretarza Komisariatu Medyczno-Sanitarnego. Zorganizował Drużynę Komunistów Polskich i został w niej kierownikiem do spraw aprowizacji i uzbrojenia. Na jej czele walczył z oddziałami A. Kaledina i Piotra Krasnowa. W czerwcu 1918 mianowano go komisarzem Komunistycznego batalionu im. Rady Komisarzy Ludowych na froncie pod Carycynem. W styczniu 1919 został komisarzem do spraw polskich, a potem sekretarzem Biura Polskiego przy Gubernialnym Komitecie RKP(B) i kierownikiem podwydziału werbunkowego do Zachodniej Dywizji Strzelców w Saratowie. Pod koniec 1919 został kierownikiem saratowskiego Wydziału Jeńców i Uchodźców, a w 1920 walczył na Froncie Zachodnim (tj. w wojnie przeciw Polsce) jako żołnierz 15 Armii. W sierpniu 1920 mianowany naczelnikiem 2. Oddziału Werbunkowego Obwodu Białostockiego do 1 Polskiej Armii Czerwonej. Od X 1920 do VII 1921 komisarz polityczny Dywizjonu Artylerii 1 Polskiej Armii Czerwonej. Następnie do 1922 pracował w Wydziale Śledczym Czeki. W latach 1922–1924 sekretarz Biura Polskiego przy Słuckim Komitecie Komunistycznej Partii (bolszewików) Białorusi (KP(b)B), a potem został zastępcą przewodniczącego Obwodowego Komitetu KP(b)B w Mohylewie i przewodniczącym Obwodowej Komisji Kontroli KP(b)B w Bobrujsku. W 1937 był poddany prześladowaniom i prawdopodobnie został stracony (brak o nim późniejszych wiadomości).